# 1990年波蘭總統選舉
1990年的波蘭總統選舉於1990年11月25日舉行首輪投票，第二輪投票則在12月9日舉行。這是波蘭史上首次總統直選，也是1926年五月政變後首次舉辦的總統選舉。第二次世界大戰前，波蘭總統是由眾議院選出。1952年至1989年間的波兰人民共和国时期，總統府並非以獨立機關的形式存在，其功能大多數被國務委員會所取代，而國務委員會主席也被認為擁有與總統相等的位階。